# Teatro de la Zarzuela

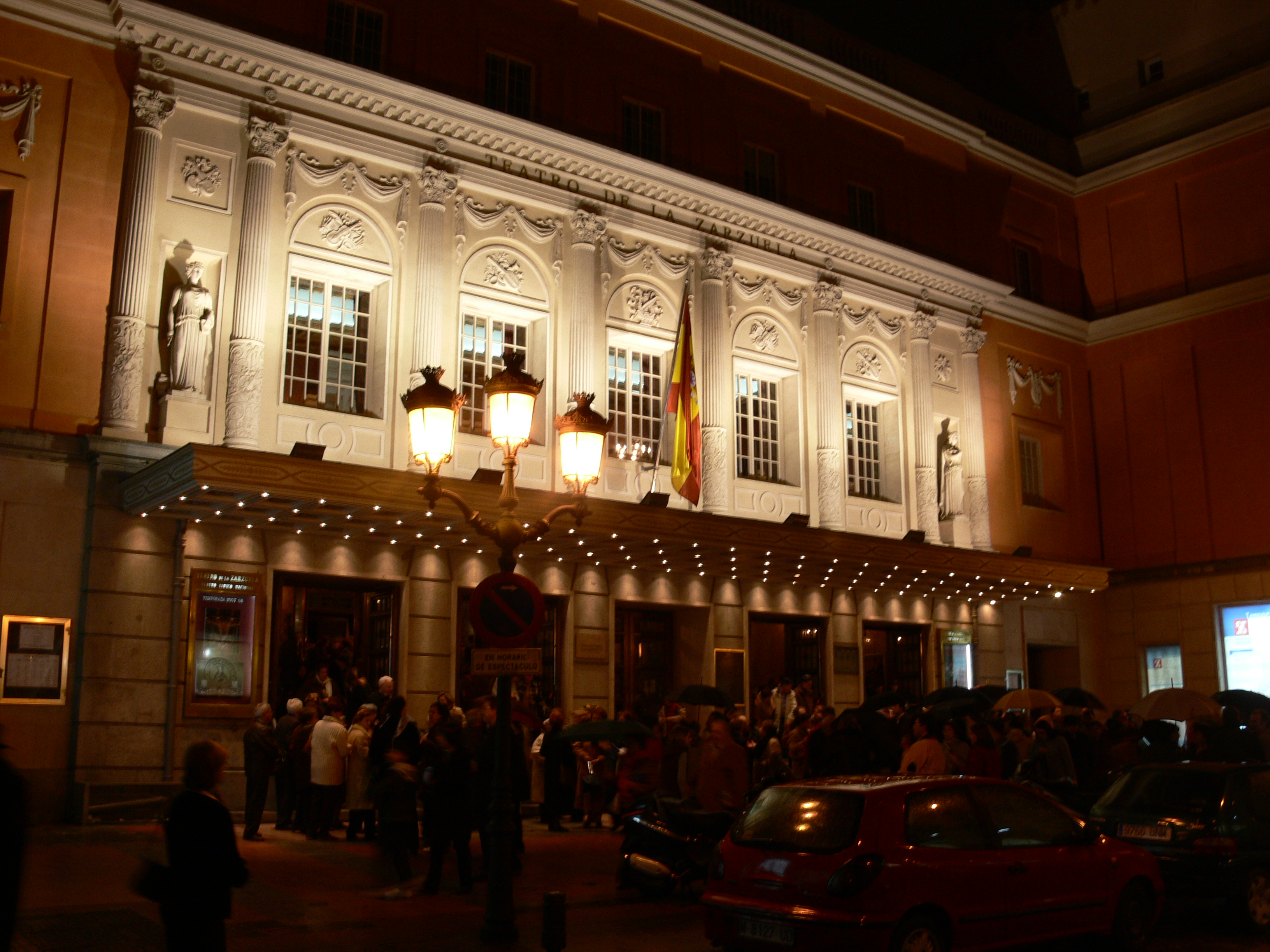
Eingang zum Teatro de la Zarzuela

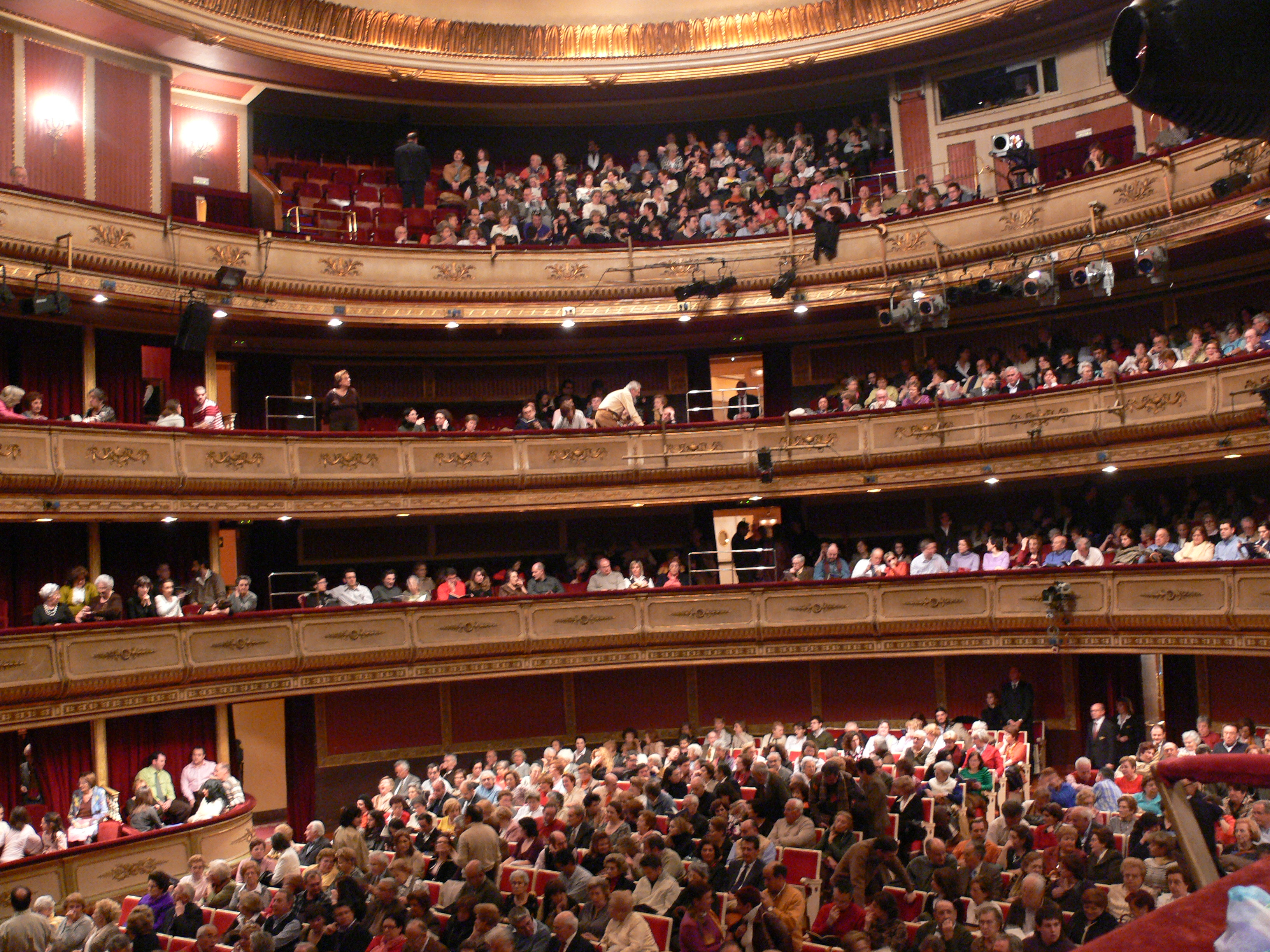
Zuschauerraum

Das Teatro de la Zarzuela ist ein Musiktheater in der spanischen Hauptstadt Madrid. Es dient hauptsächlich zur Aufführung der klassischen Zarzuela, einer typisch spanischen Gattung des Musiktheaters, die Ähnlichkeit mit der Operette hat. 

## Geschichte
Das Theater wurde am 10. Oktober 1856, dem Datum des 26. Geburtstages der Königin Isabel II de España, eingeweiht. Die Architekten waren Jerónimo de la Gándara und José María Guallart y Sánchez. Dank der Initiative der Sociedad Lírico Española wurde das Teatro de la Zarzuela sehr schnell zu einem bedeutenden Haus für die Aufführung von Zarzuelas.
Nach einem Großbrand im Jahre 1909 musste das Gebäude fast vollständig wieder aufgebaut werden und konnte 1914 wieder eröffnet werden. Nach der Schließung des Teatro Real 1925 wegen Baufälligkeit war das Teatro de la Zarzuela jahrzehntelang der wichtigste Aufführungsort für das Musiktheater in Madrid und blieb auch nach dem Beschluss des Spanischen Kultusministeriums von 1985 zur Errichtung eines nationalen Opernhauses in Madrid Interimsspielort der Oper bis zum Abschluss des Umbaus des Teatro Real 1997. Im Jahr 1998, vier Jahre nach der Erklärung zum Baudenkmal (Bien de Interés Cultural), wurde das Gebäude renoviert und umgebaut.
Der hufeisenförmige Zuschauerraum, einschließlich der drei Etagen mit Logenplätzen, verfügt über 1242 Sitzplätze. Die Theater-Bar befindet sich im ersten Stock im Bereich der Lobby. Das Gebäude hat keinen Aufzug zwischen den Stockwerken.